# Joseph Wicky
Pour les articles homonymes, voir Wicky.
Joseph Wicky, né le 15 juillet 1788 à Fribourg et mort dans la même ville le 31 décembre 1856, est une personnalité politique et militaire suisse, membre du Parti radical-démocratique.
Il est membre du Conseil d'État du canton de Fribourg de fin 1847 à 1855, à la tête de la Direction de la guerre.